# Lucus Furrinæ
Lucus Furrinæ var en minneslund helgad åt en tidigt ur kulten försvunnen latinsk semon på Janiculum. Gaius Gracchus dödades där år 121 f.Kr. En källa, tillhörande lunden, fanns 1906 i Villa Wurtz (f.d. Sciarra). Marcus Antonius Gaionas, samtida med Marcus Aurelius och Commodus, byggde där en helgedom åt de syriska gudarna, med Jupiter Heliopolitanus i spetsen. Denna förstördes under Alexander Severus, men återuppbyggdes under Aurelianus och Julianus Apostata.